# Chortodes elymi
Chortodes elymi là một loài bướm đêm trong họ Noctuidae.